# فادي قوشقجي
فادي قوشقجي كاتب وروائي سوري من مواليد دمشق (9 أيار 1967 - ) ، تخرج في جامعة دمشق - كلية الهندسة الإلكترونية عام 1989، كما عمل مدرساً في المعهد المتوسط لهندسة الكمبيوتر التابع لجامعة دمشق بين عامي 1989 و1995.

## أعماله

### الأعمال الروائية
- رواية خريف الأحلام سنة 1998 عن دار الآداب
- رواية أطياف الشمس سنة 2000 عن دار آرابيسك
- رواية الحاكم بأمر اللات سنة 2010 عن دار أطلس بدمشق

### الدراما التلفزيونية
- مسلسل على طول الأيام - إخراج حاتم علي - رمضان 2006.
- مسلسل فجر آخر - إخراج فراس دهني - رمضان 2007.
- مسلسل ليس سرابا - إخراج المثنى صبح - رمضان 2008.
- مسلسل عن الخوف والعزلة - إخراج سيف الدين سبيعي - رمضان 2009.
- مسلسل تعب المشوار - إخراج سيف الدين سبيعي - 2011.
- مسلسل أرواح عارية - إخراج الليث حجو - رمضان 2012.
- مسلسل في ظروف غامضة - إخراج المثنى صبح 2015.
- مسلسل نبتدي منين الحكاية - إخراج سيف الدين سبيعي - رمضان 2016

## جوائز
- جائزة أحسن نص في حفل جوائز أدونيا عن مسلسل ليس سرابا.